# V Batalion Saperów
V batalion saperów (V  bsap) – pododdział saperów  Wojska Polskiego w II Rzeczypospolitej.

## Formowanie i zmiany organizacyjne
V baon został odtworzony  przy  5 Dywizji Strzelców Polskich Błękitnej Armii gen  Hallera.
W 1921 roku baon został włączony w skład 6  pułku saperów w Przemyślu. W 1929 roku, w następstwie reorganizacji wojsk saperskich, batalion został rozformowany.

## Dowódcy batalionu
- mjr  Kazimierz Hackbell – 1921[2]
- kpt. Teofil Bojanowski – (p.o. 1923 – 1924[3][4])